# Fünf auf der nach oben offenen Richterskala
Fünf auf der nach oben offenen Richterskala – czwarty album studyjny (lp) niemieckiej awangardowo-eksperymentalnej grupy Einstürzende Neubauten, wydany w 1987 roku.

## Utwory
1. Zerstörte Zelle	- 8:02
2. Morning Dew 	- 4:56
3. Ich bin's	- 3:24
4. MoDiMiDoFrSaSo	 - 4:51
5. 12 Städte	- 8:38
6. Keine Schönheit (ohne Gefahr)	- 5:10
7. Kein Bestandteil sein	- 6:43

Reedycja CD z 2002 roku zawiera dodatkowy utwór
- Adler kommt später	 - 5:42

## Skład
- Blixa Bargeld
- N.U. Unruh
- Alexander Hacke
- Marc Chung
- F.M. Einheit